# Cornhon
Cornhon (en francès Courniou) és un municipi occità del Llenguadoc, situat al departament de l'Erau i a la regió d'Occitània.